# L'Ago (Borghetto di Vara)
L'Ago è una frazione di 94 abitanti nel comune di Borghetto di Vara, in provincia della Spezia.

## Geografia fisica
Il borgo si trova a monte dell’Aurelia, verso il ponte di Carrodano. La frazione o località di L'Ago dista 3,60 chilometri dal medesimo comune di Borghetto di Vara di cui essa fa parte.

## Storia
L’Ago era sede di un complesso di edifici fortificati dei vescovi di Brugnato. Nel 1179 venne da questi condiviso in condominio con i signori Da Passano Lagneto, sostituiti poi dai Fieschi.
A L’Ago vi erano due chiese: l'attuale parrocchiale di Sant'Andrea apostolo e la cappella di San Lorenzo.
Nel 1935 la frazione contava 367 abitanti che vivevano nelle case della frazione più altri 32 in abitazioni sparse attorno alla stessa.

### Toponimo
Il paese era denominato Lago ancora nel XIX secolo. Si trattava di un toponimo di origine longobarda probabilmente derivato dal termine lagar (accampamento). Nel corso dell'Ottocento tale denominazione, per un centro abitato costruito sulla cima di un rilievo, venne percepita come incompatibile con la posizione geografica dello stesso, e mutò nell'attuale L'Ago, che rimanda alla forma appuntita del rilievo sul quale il borgo è costruito.

## Monumenti e luoghi d'interesse

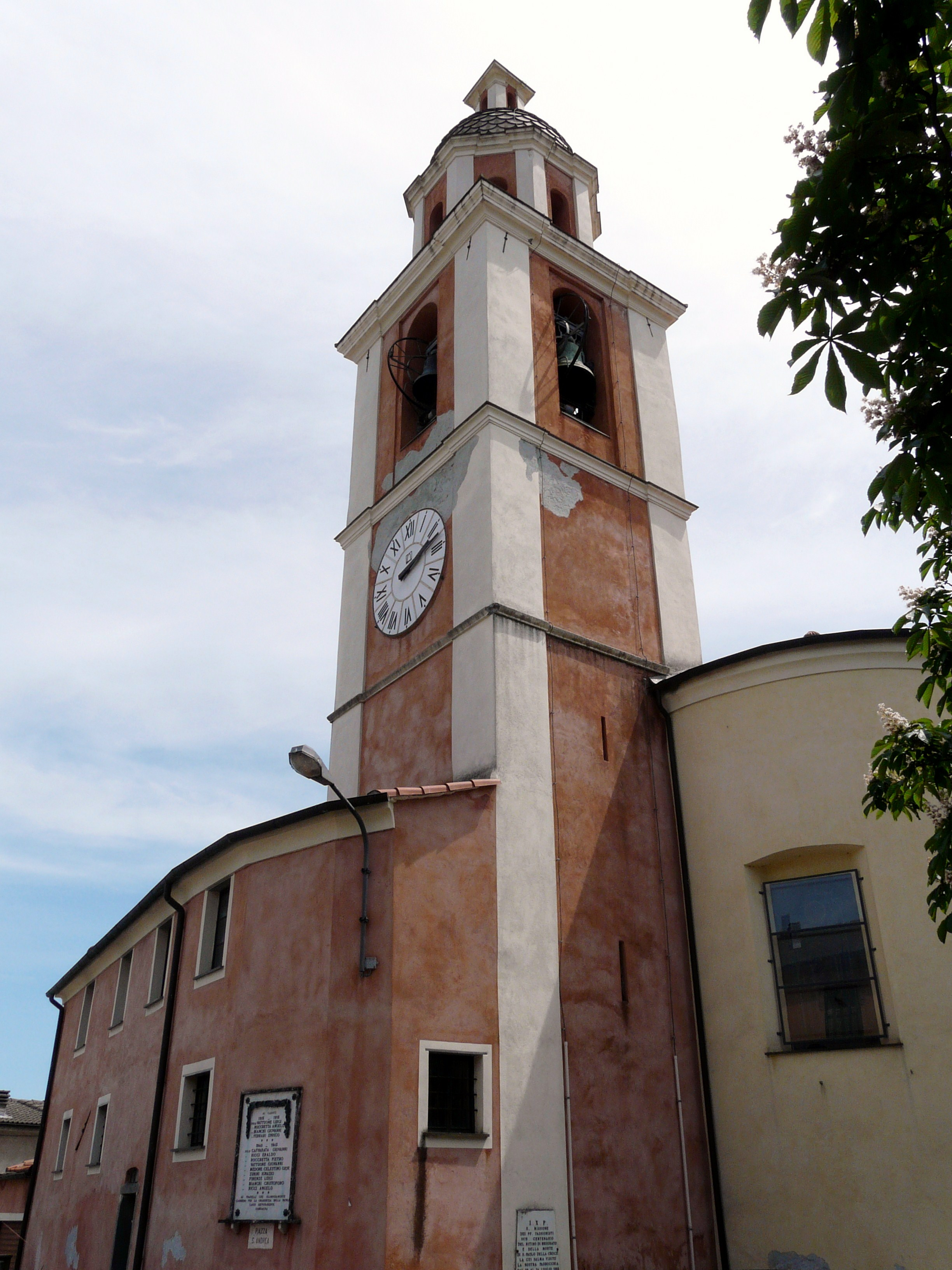
Il campanile della parrocchiale

### Architetture religiose
- Chiesa parrocchiale di Sant'Andrea, assegnata alla diocesi di Genova il 10 maggio 1519 a seguito di uno scambio di parrocchie fra l’arcivescovo Sforza e il vescovo di Brugnato. Nel 1892 venne inclusa nella neocostituita diocesi di Chiavari, per tornare infine l’11 ottobre 1959 alla diocesi di Brugnato.[4]
- Oratorio di San Giovanni Battista.[4]

## Cultura

### Cucina
Nel borgo si conserva una cultivar, rilevante nell'ambito della agrobiodiversità della provincia spezzina, denominata pisello nero, nel termine dialettale pesela. È un legume riconosciuto da moltissimi studi (scuola Superiore Sant'Anna di Pisa, progetto pilota della montagna spezzina) come varietà autoctona. Un progetto di valorizzazione predisposto dal Comune e dalla provincia, porterà alla costituzione del presidio slow Food del Pisello nero, utilizzato nella cucina locale per la preparazione di minestre. Per tale occasione viene organizzata una sagra paesana per san Giovanni Battista.